# 河越経重
河越 経重（かわごえ つねしげ）は、鎌倉時代中期の武蔵国河越館の武将。鎌倉幕府御家人。河越泰重の嫡男。

## 生涯
北条氏得宗家当主・鎌倉幕府第4代執権・北条経時より偏諱を受けて経重と名乗る。
康元元年（1256年）6月、第6代将軍・宗尊親王の鶴岡八幡宮放生会供奉人に選ばれた記録が『吾妻鏡』初見に見られる。その後も将軍の寺社御参の先陣随兵を務め、文応元年（1260年）1月、芸能に秀でた御家人が選抜される将軍近習である昼番衆五番となる。弘長3年（1266年）7月に宗尊将軍が鎌倉を追放された際にも少数の供奉人の中に選ばれ、帰洛に従っている。
文応元年（1260年）11月22日、創建から100年目にあたる河越荘の本家新日吉山王宮に梵鐘を寄進する。文永9年（1272年）、有力御家人を中心に安達泰盛が主導した高野山の町石建立に参加。
経重の時代は鎌倉での活動が活発であり、都市鎌倉との文化交流によって河越館からは鎌倉の影響を受けた遺跡が多く出土している。経重は常に将軍供奉人に選出されるなど、第5代執権・北条時頼（経時の弟）政権下で河越氏の幕府内での地位を上昇させた人物であった。没落していく御家人が出現するなか、国衙在庁の流れを汲む富裕な河越氏は、武蔵国を支配する北条得宗家と密接な関係を築くことで、自立した御家人として生き残りをはかっている。

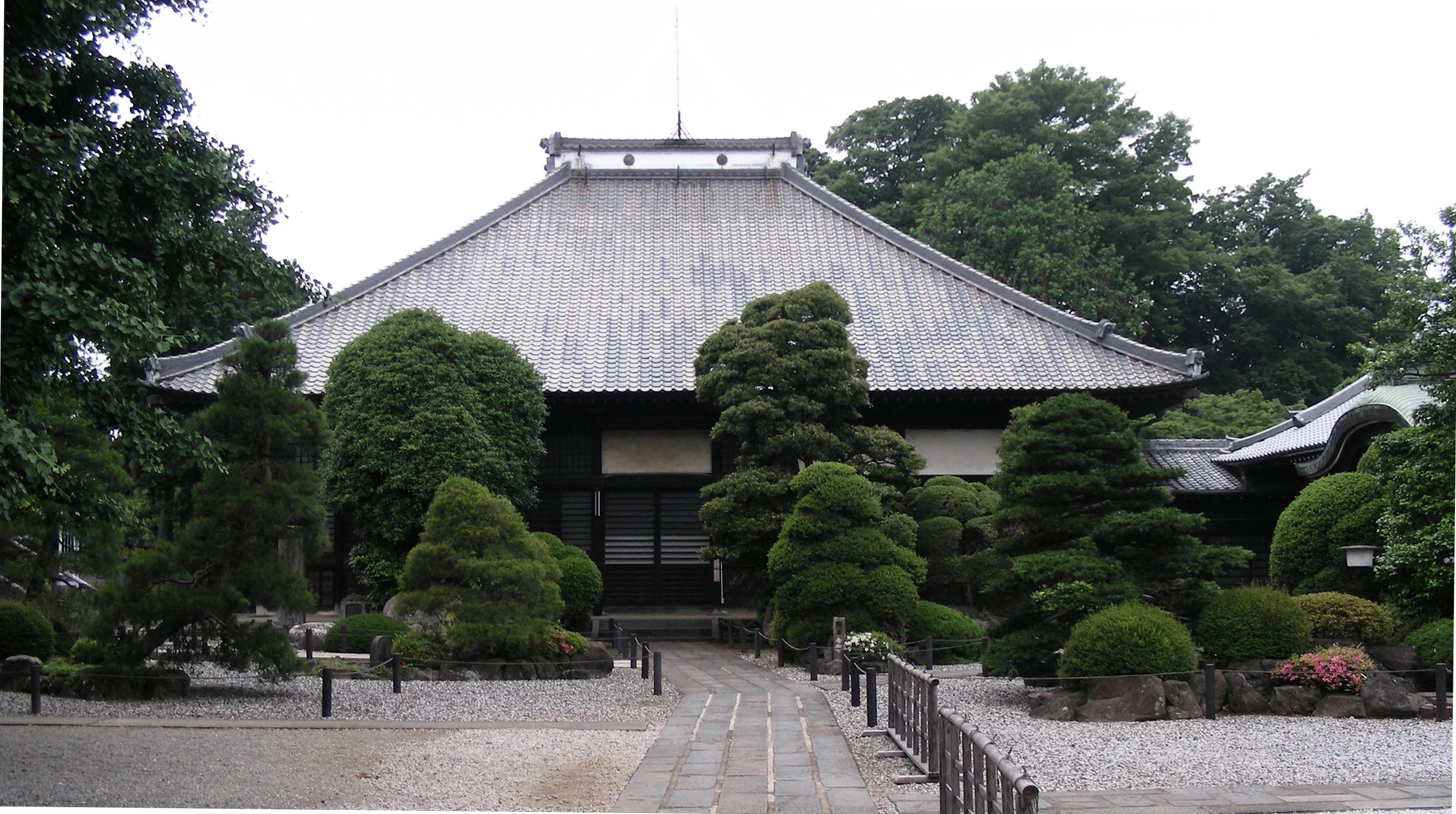
経重が開基となった川越市元町の養寿院

家督は子の宗重が継いだ。『とはずがたり』に登場する「河越入道後家」は、時期から見て経重の後家と見られる。
新日吉山王宮に寄進した梵鐘は、経重が開基となった養寿院（埼玉県川越市）に保存されている。